# چالیک هلدینگ
چالیک هلدینگ (ترکی استانبولی: Çalık Holding) شرکت خوشه‌ای ترکیه‌ای است، که در حوزه‌های رسانه‌های گروهی، صنعت نساجی، صنایع نفت و گاز، مخابرات، لجستیک، خدمات مالی و بانکداری فعالیت می‌نماید.
شرکت چالیک هولدینگ در سال ۱۹۹۷ توسط احمد چالیک تأسیس شد. دفتر مرکزی این شرکت در شهر استانبول، ترکیه قرار دارد.